# Quercus kerrii
Quercus kerrii — вид рослин з родини Букові (Fagaceae); поширений на південному сході Азії.

## Опис
Q. kerrii виростає 5–40 м заввишки. Гілочки спочатку щільно вовнисті, стають голими або майже так. Листки 10–24 × 3–8 см, вічнозелені або майже так, шкірясті, довгасто-еліптичні, ланцетні або довгасто-ланцетні; край верхівково на 2/3 зазубрений; верхівка трохи тупа, щоб коротко загострена; основа округла або широко клиноподібна; зверху блискуче зелені, знизу волохаті; ніжка листка вовниста, 1–2 см завдовжки. Маточкові суцвіття поодинокі, 2–6 см завдовжки. Жолудь кулястий сплющений, діаметром 2–2.8 см, висотою 0.7–1.3 см; верхівка плоска або впала; кілька на стебельці завдовжки 4 см; чашечка жолудя вкриває горіх на 1/4–1/2, плоска, висотою 0.5–1 см, діаметром 2–3.5 см; дозріває 1 рік.
Період цвітіння: березень — травень.

## Середовище проживання
Поширення: південний Китай, Камбоджа, Лаос, М'янма, північний Таїланд, В'єтнам. Росте у вологих вічнозелених лісах з багатими вологими суглинистими ґрунтами. Висота зростання: 50–1300 м.

## Використання
В основному використовується як дрова в Лаосі та як ліки в Таїланді.

## Загрози й охорона
Однією з можливих загроз у майбутньому є надмірне заготівля дров. Однак немає жодних ознак або прогнозів, що заготівля дров становить загрозу зниженню видів в даний час чи в майбутньому.
Вид присутній принаймні в одному національному парку — національному парку Дой-Сутхеп-Пуй на півночі Таїланду.